# NGC 5820
NGC 5820 је лентикуларна галаксија у сазвежђу Волар која се налази на NGC листи објеката дубоког неба.
Деклинација објекта је + 53° 53' 9" а ректасцензија 14h 58m 39,9s. Привидна величина (магнитуда) објекта NGC 5820 износи 12,3 а фотографска магнитуда 13,3. NGC 5820 је још познат и под ознакама UGC 9642, MCG 9-25-1, CGCG 273-38, CGCG 274-4, ARP 136, PGC 53511.